# Райнпарк (стадіон)
Райнпарк (нім. Rheinpark Stadion) — футбольний стадіон у Вадуці, Ліхтенштейн. Вміщує 6 127 глядачів. Є домашньою ареною футбольного клубу «Вадуц» і збірної Ліхтенштейну з футболу. Відкрито 31 липня 1998 року, товариським матчем між клубами «Вадуц» і «Кайзерслаутерн», що завершився з рахунком 0:8 на користь німецького клубу. Стадіон знаходиться в декількох сотнях метрів від державного кордону Ліхтенштейну та Швейцарії, який пролягає через річку Рейн.